# 20e régiment d'infanterie volontaire du Maine
Le 20e régiment d'infanterie volontaire du Maine est un régiment de l'armée des États-Unis au cours de la guerre de Sécession, rendu célèbre pour avoir défendu Little Round Top à la bataille de Gettysburg en juillet 1863.

## Organisation
Le régiment est officiellement établi le 29 août 1862, à Portland, avec à sa tête le colonel Adelbert Ames. Il est rattaché à l'Armée du Potomac, 1re brigade, 1re division, Ve corps. En octobre il passe à la 3e brigade à laquelle il restera affecté jusqu'au 16 juin 1865.
La 3e brigade est alors composée du 16e régiment d'infanterie volontaire du Michigan (en), du 12e, 17e et 44e régiment d'infanterie volontaire de l'État de New York (en), du 83e régiment d'infanterie volontaire de Pennsylvanie et d'une unité de tireurs d'élite du Michigan.
Joshua Chamberlain est lieutenant-colonel du régiment et en deviendra colonel le 20 mai 1863 pour le commander jusqu'en avril 1864, quand il est promu général de brigade. Le lieutenant-colonel Ellis Spear prend alors le commandement du régiment jusqu'à la fin de la guerre.

## Participation aux combats
Le 20e Maine est présent lors des batailles suivantes.

### Avant Gettysburg
Bataille d'Antietam
Il fait partie des troupes de réserve et ne participe pas à l'action
Bataille de Fredericksburg
Le 13, il charge les hauteurs de Marye Heights
Il reste deux nuits et la journée du 14 nuit sous le feu des lignes confédérées ; son colonel, Joshua Chamberlain, utilisant un cadavre pour se protéger.
Affecté à l'arrière garde, il est l'un des derniers régiments à se retirer.
En revanche, ce régiment ne participe pas à la bataille de Chancellorsville, et pour une raison originale. Il est en quarantaine sanitaire à la suite de la vaccination antivariolique pratiquée sur ses soldats, avec un produit corrompu,. Durant cette quarantaine, il est affecté à la garde de la ligne télégraphique de l'armée.
En mai 1863, le régiment aligne encore 400 hommes environ. Il reçoit un renfort sous la forme de 120 soldats transférés du 2e Maine.

### Gettysburg

Disposition des troupes et attaques sur Little Round Top

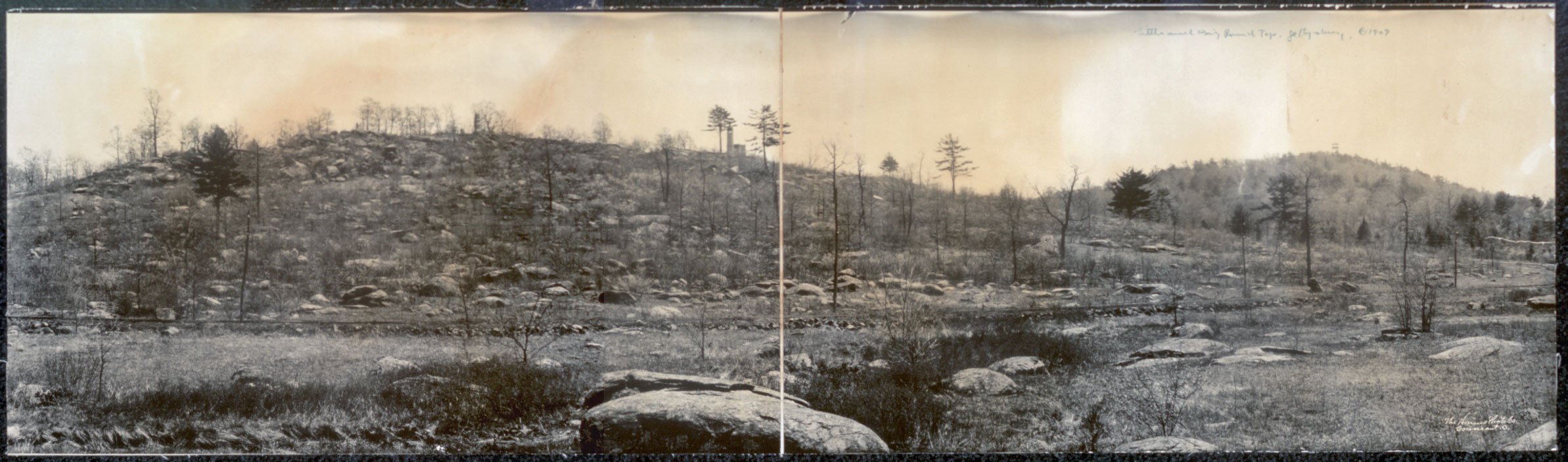
Les lieux du combat (en 1909), vus des positions sudistes. Little round Top est sur la gauche.

En juillet 1863, le 20e Maine n'aligne que 386 soldats. Le 2 juillet, le 20e Maine est en réserve avec le Ve corps. La brigade dont il fait partie est envoyée d'urgence occuper deux hauteurs à l'extrême gauche de la ligne nordiste et menacées par une attaque sudiste, Big Round Top et Little Round Top.
Le 20e Maine est à l'extrême gauche de la brigade. Il adopte une position en angle pour éviter d'être tourné sur sa gauche par les unités sudistes progressant vers le Big Round Top, sur lequel ne se trouvent qu'un poste de signaleurs et sa compagnie B dispersée en tirailleurs.
Le régiment va y résister deux heures, repoussant des attaques répétées mais mal coordonnées de plusieurs unités sudistes. Manquant de munitions et ayant perdu le tiers de son effectif,, le 20e Maine charge à la baïonnette mettant fin aux attaques sudistes,. Son action a permis d'éviter que la gauche de la ligne nordiste ne soit pris en enfilade, ce qui aurait décidé du sort de la bataille.

### Après Gettysburg
Le régiment est présent aux combats suivants.
Seconde bataille de Rappahannock Station
Bataille de Mine Run
Bataille de la Wilderness
Bataille de Spotsylvania
Il participe aux assauts infructueux contre les retranchements sudistes sur Laurel Hill, le 8 et le 12 mai.
Bataille de North Anna
Il passe la North Anna à Jericho Mill et combat les sudistes de A.P. Hill
Bataille de Totopotomoy Creek
Dans cet engagement, il fait partie des troupes que Lee bloque sur cette petite rivière.
Bataille de Cold Harbor
Il est présent dans la véritable guerre de tranchée qui caractérise cette bataille.
Avec le Ve corps, le 20e Maine fait partie des troupes qui masquent le déplacement de l'armée du Potomac vers le sud de Petersburg à compter du 12 juin.
Siège de Petersburg
En juin 1864, le colonel Chamberlain prenant le commandement de la brigade, le régiment est commandé par le Major Ellis Spear.
Dans la nuit du 16 juin, le régiment arrive devant Petersburg. Il participe le 18 aux assauts sur Rivr's Salient.
A la bataille du Cratère, le 20e fait partie des troupes de réserves et n'est pas engagé.
Le 18 août, il est présent à l'affaire de Globe Tavern.
Bataille de Five Forks
Il fait partie des troupes de réserve du Ve corps qui écrase les troupes de George Pickett.
Bataille d'Appomattox Court House
Il est présent à Sayler's Creek, et à Appomattox. Il fait partie des troupes fédérales qui présenteront les armes aux confédérés venant rendre les leurs

## Après la guerre
Licenciement
Le 20e Maine quitte Appomatox le 2 mai et marche vers Washington qu'il atteint le 12 mai. C'est là qu'il est licencié, le 16 juillet 1865.
Réputation
4 médailles d'honneur ("Medal of Honor") seront attribuées à des soldats du 20e Maine au cours du conflit.
Son action à Gettysburg lui vaut sa réputation. Ce régiment est fréquemment cité à cette occasion, dans les ouvrages consacré à cette guerre comme dans les films. Des groupes de reconstitution historique (dont un français) se sont attachés à faire revivre le 20e Maine.

### Sources et bibliographie
- (en) Cet article est partiellement ou en totalité issu de l’article de Wikipédia en anglais intitulé « 20th Maine Volunteer Infantry Regiment » (voir la liste des auteurs).
- (en) Mark M. Boatner III, The Civil War Dictionary, Vintage Books, 1991 (ISBN 0-679-73392-2), p. 502-503, article « 20th Maine ».
- (en) Thomas A. Desjardin, Stand Firm Ye Boys from Maine : The 20th Maine and the Gettysburg Campaign, Thomas Publications, 1995, 239 p. (ISBN 1-57747-034-6)
- James M. Mc Pherson, La guerre de sécession : (1861-1865), Robert Laffont, 1991, 1004 p. (ISBN 978-2-221-06742-0)
- John Keegan (trad. de l'anglais), La guerre de sécession, Paris, Perrin, 2011, 504 p. (ISBN 978-2-262-03249-4)